# キャッスルヴァニア 白夜の協奏曲
『キャッスルヴァニア 白夜の協奏曲』（キャッスルヴァニア びゃくやのコンチェルト、英題: Castlevania: Harmony of Dissonance）は、コナミから2002年6月6日に発売されたゲームボーイアドバンス用ソフトのアクションRPG。悪魔城ドラキュラシリーズの『悪魔城ドラキュラ サークル オブ ザ ムーン』に続くゲームボーイアドバンスでの2作目。本作から欧米版タイトルの「Castlevania」が日本でもシリーズタイトルとなった（2005年作品からまた「悪魔城ドラキュラ」に戻る）。
2021年9月24日には『Castlevania Advance Collection』の収録タイトルの一つとして配信開始された。2025年7月31日にはパッケージ版が発売される。

## システム
本作は『悪魔城ドラキュラX 月下の夜想曲』と同じ探索型アクションRPGである。特徴としては、『月下の夜想曲』のように2つの城を舞台としステージが広く、派手なイベントが豊富に盛り込まれ、巨大ボスキャラクターも多数出現する。
主人公・ジュストは基本武器の鞭のほか、サブウェポン（ナイフ、斧、十字架、聖水、聖書、聖拳の6種類）と魔法で攻撃を行う。魔法はサブウェポンと全5種類あるスペルブックとを組み合わせて発動でき、このシステムは「スペルフュージョン」と呼ばれる。防具はほとんどが数値のみで分類されている。本作ではフロントダッシュやバックダッシュが初めから使える。
クリア後のおまけ要素として、倒したボスと何度でも戦えるシリーズ初のボスラッシュモードや、ハードモード、マクシームモードが用意されており、シリーズ第1作『悪魔城ドラキュラ』の主人公シモンがボスラッシュモードの隠し要素として使用できる。他に本編攻略に関係ないものとして、悪魔城の各地に散らばっている家具を収集して悪魔城のある一室に飾る要素もある。

## ストーリー
1748年、シモン・ベルモンドがドラキュラの呪いを破ってから50年程の歳月が流れた。ベルモンド一族の末裔ジュストは今なお、トランシルヴァニア各地のドラキュラの残存勢力を狩る運命にあった。
ある日、2年前に修行に出たライバルであり親友でもあるハンターのマクシーム・キシンが、傷だらけの姿でジュストの前に現れた。彼が言うには、2人の親友であり憧れの存在でもあったリディーが何者かに連れ去られたという。マクシームは傷ついた体を必死に動かし、ジュストを案内、その先には、見慣れぬ城があった。

## キャラクター
ジュスト・ベルモンド
主人公。先祖代々ヴァンパイアハンターであるベルモンド家の末裔で、先祖からムチのヴァンパイアキラーを受け継いでいる。またヴェルナンデス家の血を受け継いでおり、サブウェポンと魔導書を組み合わせて魔法も使用できる。
マクシーム・キシン
ジュストの幼い頃からの友でありライバル。おまけモードでは、三段ジャンプやMPゲージの続く限り使える空中回転攻撃など、機動力はジュストより優れている。
リディー・エルランジェ
ジュストとマクシームの幼なじみ。何者かにさらわれる。
シモン・ベルモンド
ゲームクリア後のおまけモードのみで使用可能なゲストキャラクター。ファミコン版のドット絵・性能そのままで、追加要素はないが、攻撃力が高い。
しにがみ
ドラキュラの腹心。リディーをさらって逃げる。
ドラキュラファントム
50年程前、シモン・ベルモンドにより倒されたドラキュラの遺骸から生まれた、ドラキュラの姿を模倣した邪悪な意思体。本作には「城主の間」はあるがそこではなく狭い部屋で戦う。マクシームがジュストに抱いていた嫉妬心を利用し、ひそかに体を乗っ取っていた。一定条件を満たしてマクシームを倒したあとで連戦となる。

## スタッフ
本作は開発に『月下の夜想曲』スタッフだった数人が参加しており、2001年の『悪魔城年代記 悪魔城ドラキュラ』（X68000版のプレイステーションへのアレンジ移植作品）からシリーズのプロデューサーとなった五十嵐孝司（IGA）プロデューサー作品としては2作目で初のオリジナル作品となった。

## 移植版
| No. | タイトル                                                    | 発売日                                     | 対応機種                                         | 開発元 | 発売元 | メディア                            | 備考                                            | 出典  |
| --- | ----------------------------------------------------------- | ------------------------------------------ | ------------------------------------------------ | ------ | ------ | ----------------------------------- | ----------------------------------------------- | ----- |
| 1   | Castlevania 白夜の協奏曲 Castlevania: Harmony of Dissonance | 2015年1月21日 2014年10月16日 2015年2月19日 | Wii U                                            | KDE    | KDE    | ダウンロード (バーチャルコンソール) |                                                 |       |
| 2   | Castlevania Advance Collection                              | INT 2021年9月24日                          | Nintendo Switch PlayStation 4 Xbox One PC(Steam) | M2     | KDE    | ダウンロード                        | 収録ソフトのひとつ 日本版、北米版、欧州版を収録 | [ 5 ] |

## 反響
ねとらぼの池谷勇人によると、ニコニコ動画に投稿された本作のRTAプレイ動画がユーザーの間で人気を集めていたという。

## 関連商品
- 『悪魔城ドラキュラ Circle of the Moon & Castlevania 白夜の協奏曲 オリジナル サウンドトラック』コナミデジタルエンタテインメント、2002年6月26日
- 『キャッスルヴァニア 白夜の協奏曲 公式ガイドブック 完全版』（コナミ完璧攻略シリーズ）、双葉社、2002年6月28日、ISBN 9784575163247
- 『キャッスルヴァニア 白夜の協奏曲』（公式完全ガイドシリーズ）、NTT出版、2002年7月3日、ISBN 9784757181212